# Margaret Brent

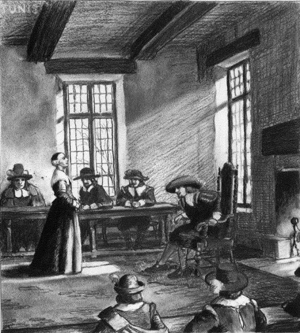
Margaret Brent spricht vor der Versammlung von Maryland in St. Mary’s City, monochromes Gemälde, Edwin Tunis (ca. 1934)

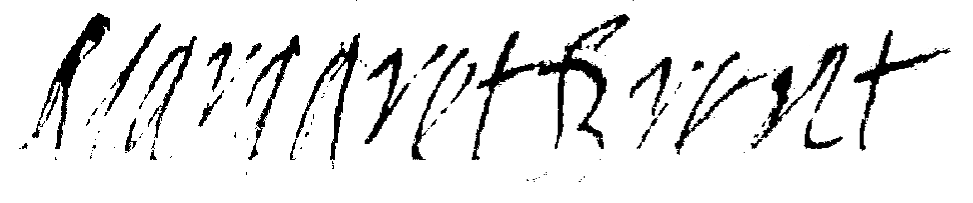
Unterschrift Mary Brent

Margaret Brent (* um 1601 in Gloucestershire, England; † um 1671 in Stafford County, Virginia) war eine englische Einwanderin in die Province of Maryland und Gründungssiedlerin in der damaligen neuen Hauptstadt St. Mary’s.
Sie war die erste Frau in den englischen Kolonien Nordamerikas, die vor einem Gericht des Common Law erschien. Leonard Calvert (1634–1647), Gouverneur der Province of Maryland, ernannte sie zur Testamentsvollstreckerin seines Nachlasses, in einer Zeit als der englische Bürgerkrieg nach Nordamerika übergriff. Sie trug dazu bei, dass die Soldaten der Siedlungsgründung in Maryland bezahlt und mit Lebensmitteln versorgt wurden, um ihre Loyalität zur Kolonie in der Auseinandersetzung mit ihren kolonialen Nachbarn zu erhalten. Am Ende löste der Lord Proprietor von Maryland, Cæcilius Calvert, 2. Baron Baltimore und ein neuer Gouverneur die Unruhen mit dem Maryland-Toleranz-Gesetz auf und Brent war gezwungen, die Kolonie zu verlassen.
Zusammen mit Anne Hutchinson gehört Brent zu den prominentesten weiblichen Persönlichkeiten der frühen amerikanischen Kolonialgeschichte. Ihr beharrliches Eintreten für ihre gesetzlichen Vorrechte als unverheiratete aber landbesitzende Gentlewoman war bemerkenswert in ihrer außergewöhnlichen Energie, aber nominell mit dem englischen Recht vereinbar. In der rauen, männerdominierten Welt der Kolonien war ihr Eintreten für ihre Rechte und ihre Unabhängigkeit jedoch in der Praxis ungewöhnlich und wäre auch in England zu dieser Zeit eher unüblich gewesen.

## Leben
Brent war eine von sechs Töchtern (von insgesamt dreizehn Kindern) von Richard Brent, Lord von Admington und Lark Stoke, und seiner Frau Elizabeth Reed (Tochter von Edward Reed, Lord von Tusburie und Witten). Obwohl Richard Brent als örtlicher Sheriff diente und die Familie zumindest nominell der Kirche von England angehörte, gerieten im Vorfeld des englischen Bürgerkriegs ihre konfessionelle und politische Loyalität unter Verdacht, als eine Tochter (Catherine) ihre Rückkehr zur katholischen Kirche verkündete und nach Belgien auswanderte. Unter dem Ordensnamen Christina wurde sie schließlich Äbtissin des englischen Klosters Our Lady of Consolation in Cambrai und zwei weitere Schwestern folgten ihr nach.

### Auswanderung nach Maryland
Margaret Brent, ihre Schwester Mary und ihre Brüder Giles und Fulke segelten gemeinsam von England aus und kamen am 22. November 1638 in St. Mary’s, im 1632 als katholische Provinz gegründeten Maryland, an. In England ging der väterliche Besitz an den ältesten Sohn Robert und für die anderen Kinder waren die Aussichten angesichts der Nähe der Familie zum Katholizismus schlecht. Brent war bei der Auswanderung etwa 37 Jahre alt und unverheiratet.
In der Kolonie sicherten sich die Brents aufgrund ihrer Abstammung große Landzuwendungen und entsprechende politische Ämter. Fulke Brent kehrte nach England zurück, aber die anderen drei blieben in Maryland. Am 4. Oktober 1639 wurde Margaret Brent die erste weibliche Landbesitzerin in Maryland. Sie erhielt die erste aufgezeichnete Landbewilligung in St. Mary’s, eine Urkunde über 70,5 Acres (28,5 ha) Land, auf dem sie und ihre Schwester Mary den Sisters' Freehold gründeten, sowie eine angrenzende  50 Acres (20 ha) mit dem Titel St. Andrew's. Die Brent-Schwestern Landberechtigungsverbriefungen von Leonard Calvert, dem Proprietary Governor of Maryland, die ihnen im selben Umfang Landanteile zusprachen wie die erstmals 1634 in Maryland Angekommenen. Ihr anfänglicher Anspruch wurde auf 800 Acres (324 ha) pro Schwester vergrößert. Später übertrug dann noch Giles Brent ein 1.000 Acres (405 ha) großes Landstück auf Kent Island an seine Schwester Margaret zur Begleichung einer Schuld, obwohl er es möglicherweise weiterhin selbst verwaltete. Brent erhielt auch Kredite oder Headrights für die fünf männlichen und vier weiblichen Diener, die sie mitgebracht hatte, und zusätzliche Headrights für Indentured Servants, die sie später „importierte“ und von denen sie einige an andere Kolonisten verkaufte. Headrights wurden ausgegeben, um den Adel und die Seekapitäne zu ermutigen, Arbeiter für die Arbeit in der wachsenden Kolonie anzuwerben und zu transportieren.
Brent wurde eine Verbündete des Kolonialgouverneurs Leonard Calvert, der nach seiner Heirat mit Ann Brent auch ihr Schwager war. Gemeinsam wurden sie Vormund der siebenjährigen Mary Kittamaquund, der Tochter eines Häuptlings der Piscataway, deren todkranker Sohn sich unter der Obhut des Jesuitenpredigers Andrew White erholt hatte. Die Kolonisten versprachen, das junge Mädchen in der englischen Sprache und Kultur zu erziehen. Im Jahr 1644 heiratete Giles Brent Mary Kittamaquund. Nach dem Tod ihres Vaters machte er seine Rechte auf das Stammesland geltend, allerdings im Widerspruch zu den Stammesbräuchen und den eigenen Ansprüchen von Gouverneur Calvert.

### Englischer Bürgerkrieg
Mitte der 1640er Jahre griff der englische Bürgerkrieg auf Maryland über. Der protestantische Seekapitän Richard Ingle überfiel die Kolonie und brannte Anfang 1645 Niederlassungen nieder. Ingle war ein Verbündeter des Virginia-Händlers William Claiborne, der dem Katholiken Giles Brent die Einrichtung eines rivalisierenden Handelspostens auf Kent Island streitig machte. Ingall nahm Giles Brent, der anstelle des nach England gereisten Calvert amtierte und der ihn im Jahr zuvor kurzzeitig wegen Hochverrats inhaftiert hatte, sowie Andrew White und einen weiteren Jesuitenpriester als Gefangene mit zurück nach England. Als Gouverneur Calvert zurückkehrte, rekrutierte er bewaffnete Männer von der anderen Seite des Potomac River in der nahe gelegenen Province of Virginia zur Hilfe gegen die Plünderer. Die Angreifer wurden zurückgeschlagen. Allerdings war die Maryland-Kolonie auf etwa 100 Einwohner reduziert worden, und Calvert wurde krank und starb, bevor er die Söldner bezahlen konnte. Der Sterbende soll zu seiner Schwägerin Margaret Brent, die er zu seiner Testamentsvollstreckerin ernannte, gesagt haben: „Take all, spend all.“ Brent liquidierte seinen Nachlass, um die Soldaten zu bezahlen, die die Kolonie gerettet hatten. Cæcilius Calvert, 2. Baron Baltimore, als Lord Proprietor von Maryland, war mit dem Ausverkauf nicht glücklich und befahl am Ende Brent und ihrer Familie, Maryland zu verlassen.
Vorher nahm jedoch Brent als Testamentsvollstreckerin Calverts nach Beschluss des  Provinzgerichts vom 3. Januar 1648 die Aufgaben einer Bevollmächtigte des abwesenden Lord Proprietor war, da dieser in finanziellen Angelegenheiten in England nicht erreichbar war und keinen Nachfolger für Calvert bestimmt hatte. Brent zog also seine Mieten ein und bezahlte seine Schulden. In dieser Rolle und als Landbesitzerin in eigenem Recht besuchte Brent am 21. Januar 1648 die Provinzversammlung, wo sie um eine Stimme im Rat sowie um zwei Stimmen in dessen Verfahren bat (eine als unabhängige Landbesitzerin und die andere als Bevollmächtigte von Lord Baltimore) Margaret erklärte in ihrem Antrag an die Provinzversammlung von Maryland: „I've come to seek a voice in this assembly. And yet because I am a woman, forsooth I must stand idly by and not even have a voice in the framing of your laws.“ Gouverneur Thomas Greene, der von Calvert als Nachfolger benannt worden war, lehnte ihre Bitte mit der Begründung ab, dass solche Privilegien für Frauen den Königinnen vorbehalten seien. Brent verließ die Versammlung, formal aber „protested against all proceedings […] unless she may be present and have vote as aforesaid.“
Am selben Tag rief Brent dazu auf, Getreide aus Virginia zu bringen, um die hungrigen Truppen, die in St. Mary’s lagerten, zu ernähren. Einige Berichte legen nahe, dass sie zu diesem Zeitpunkt den gesamten persönlichen Besitz von Leonard Calvert aufgebraucht hatte und das Vieh von Lord Baltimore verkaufte, um die Löhne der Soldaten zu bezahlen, obwohl sich die Historiker in dieser Frage nicht einig sind. Das englische Recht erlaubte den Verkauf solcher Besitztümer nicht ohne einen Gerichtsbeschluss oder einen besonderen Akt der Legislative. Aber Calverts Ländereien und Gebäude waren in das Inventar seines Besitzes aufgenommen worden.
Nachdem Lord Baltimore mit William Stone einen neuen Gouverneur seiner Wahl bestimmt hatte, nahmen die Differenzen weiter zu. Dokumentiert ist zum Beispiel ein Dissens über den eines 100,0 Acres (40,5 ha) großen Landstück namens The Governor's Field. Brent erschien als Bevollmächtigte von Lord Baltimore ein letztes Mal in der Provinzversammlung am 9. Februar 1648 in einem Fall gegen einen Thomas Cornwallis, einen anderen Maryland-Siedler der ersten Stunde. Sie wurde möglicherweise durch Thomas Hatton, den neuen Sekretär der Provinz, ersetzt.
Von England aus schrieb Lord Baltimore an die Provinzversammlung und erhob Einwände gegen den Verkauf seines Besitzes nach dem Tod seines Bruders. Brent rechtfertigte sich noch einmal, indem sie ihm am 21. April 1649 schrieb, dass es „was better for the Colony's safety at that time in her hands than in any man's […] for the soldiers would never have treated any others with that civility and respect […]“, wenn sie nicht bezahlt worden wären.

### Übersiedlung nach Virginia
Angesichts der Feindseligkeit von Lord Baltimore und Gouverneur Stone gegenüber der Familie Brent zogen Giles und seine junge Frau Mary 1649 auf die Chopawamsic-Insel im Potomac River und 1650 in den Northern Neck von Virginia. Die beiden Schwestern, Margaret und Mary Brent, kauften ab 1647 ebenfalls Land in Virginia und zogen 1650 um. Sie lebten auf einer Plantage namens Peace im damaligen Westmoreland County, Virginia. Brent investierte klug in Ländereien, unter anderem in Land das im folgenden Jahrhundert zur Altstadt von Alexandria und Fredericksburg wurde, sowie in George Washingtons Mount Vernon. Margaret Brent veranstaltete auch festliche jährliche Hofgelage auf ihren Anwesen.
Weder sie noch ihre Schwester Mary haben jemals geheiratet; sie gehörten zu den wenigen unverheirateten Engländerinnen der damaligen Zeit in den Kolonien der Chesapeake Bay, als Männer (vorrangig allerdings besitzlose Arbeiter) dort sechsfach in der Überzahl waren. Die Historikerin Lois Greene Carr glaubt, dass die beiden Schwestern im „Institut“ von Maria Ward in England ein Zölibatsgelübde abgelegt hätten.
1658 starb Mary Brent und hinterließ ihren gesamten Besitz von 1.000 Acres (404,7 ha) ihrer Schwester. 1663 verfasste Margaret Brent ihr Testament. 1670 übertrug sie die Hälfte ihrer 2.000 Acres (809,4 ha) in Maryland an ihren Neffen James Clifton. Der größte Teil des Restes ging an ihren Bruder Giles und seine Kinder. Sie starb 1671 in Peace, im neu geschaffenen Stafford County. Ihr Testament wurde am 19. Mai 1671 zur Testamentseröffnung zugelassen. 1687 gewährte König James II. ihrem Großneffen George Brent (dem einzigen Katholiken, der jemals in das House of Burgesses gewählt wurde) und drei Londonern 30.000 Acres (12.140,6 ha) Land in Stafford County und erlaubte den Bewohnern ausdrücklich Religionsfreiheit.
Die genauen Geburts- und Todesdaten von Margaret Brent sind deshalb nicht bekannt, weil die Anwesen der Familie Brent im Amerikanischen Revolutionskrieg und im Krieg von 1812 von britischen Plünderern niedergebrannt wurden. Außerdem wurde der Friedhof der Familie Brent (auf dem Grundstück von George Brent) während des Sezessionskriegs von Unionstruppen verwüstet. Die verbliebenen Grabsteine wurden dokumentiert und das Anwesen von einer örtlichen Kirche erworben und erhalten.

## Nachleben
Margaret Brent hat im Gebiet um die Chesapeake Bay in den heutigen Bundesstaaten Maryland und Virginia diverse Spuren hinterlassen. 1985 gehörte sie zur ersten Gruppe von Frauen, die in die Maryland Women’s Hall of Fame aufgenommen wurden.
Brent wird immer wieder als historische feministische Figur oder erste weibliche Anwältin beschrieben und geehrt. Judy Chicago widmete ihr in diesem Sinne eine Inschrift auf den dreieckigen Bodenfliesen des Heritage Floor ihrer 1974 bis 1979 entstandenen Installation The Dinner Party. Die mit dem Namen Margaret Brent  beschrifteten Porzellanfliesen sind dem Platz mit dem Gedeck für Anne Hutchinson zugeordnet. Die verbreitetere Einschätzung ist aber die einer bemerkenswerten Frau in der amerikanischen Geschichte, die Frauenrechte eher implizit als explizit vorantrieb.
Eine Vielzahl von Orten, Ereignissen, Preisen usw. sind mit ihrem Namen verbunden:
- In St. Mary’s City wird sie im historischen Museum Historic St. Mary’s City am ehemaligen Standort von Marylands kolonialer Hauptstadt in einer Ausstellung zu ihrem Leben vorgestellt. Das St. John's Site Archaeology Museum, das sich über den freigelegten Fundamenten des Hauses der Provinzversammlung erzählt ihre Geschichte.[16] Auf dem Gelände von Historic St. Mary’s City befindet sich auch ein Garten, der der Erinnerung an Brent gewidmet ist.[4]
- Das St. Mary’s College of Maryland hat ein Gebäude, einen Weg und mit dem DeSousa-Brent Scholars Program ein Förderprogramm nach ihr benannt.[17]
- 1991 von der Commission on Women in the Profession der American Bar Association wurde der Margaret Brent Women Lawyers of Achievement Award ins Leben gerufen, um die Leistungen von Anwältinnen anzuerkennen und zu feiern, die sich auf ihrem Gebiet hervorgetan haben und anderen Anwältinnen den Weg zum Erfolg geebnet haben[18]
- 1978 brachte Virginia eine Gedenktafel in der Old Town von Alexandria an.[9] Eine weitere Gedenktafel zum Gedenken an Margaret, Mary und Giles Brent für den Bau der ersten römisch-katholischen Siedlung in Virginia, wurde 1998 entlang der historischen Route 1 in der Nähe des ehemaligen Friedhofs der Familie Brent angebracht.[19] Etwa ein Kilometer südlich gibt es seit 2010 eine weitere Tafel, die auf Margaret Brents Rolle als Vormund für Mary Kittamaquund hinweist.[1][20]
- Mehrere öffentliche Schulen im Staat Maryland sind nach ihr benannt, wie die Margaret Brent Middle School in Helen im Saint Mary’s County oder die Margaret Brent Elementary School im Stafford County.[21]